# Венера Прародителька
Венера Прароди́телька, Венера Гене́трикс (лат. Venus Genetrix) — тип скульптурного зображення богині Венери, який показує її як прародительку роду Юліїв-Клавдіїв. Незважаючи на те, що термін Genetrix є виключно давньоримським, сам тип скульптури походить зі Стародавньої Греції.
У цьому типі зображення Венери виділяють два підтипи. Другий підтип відрізняється тим, що на плечі Венери присутня маленька фігурка Амура.

## Історія

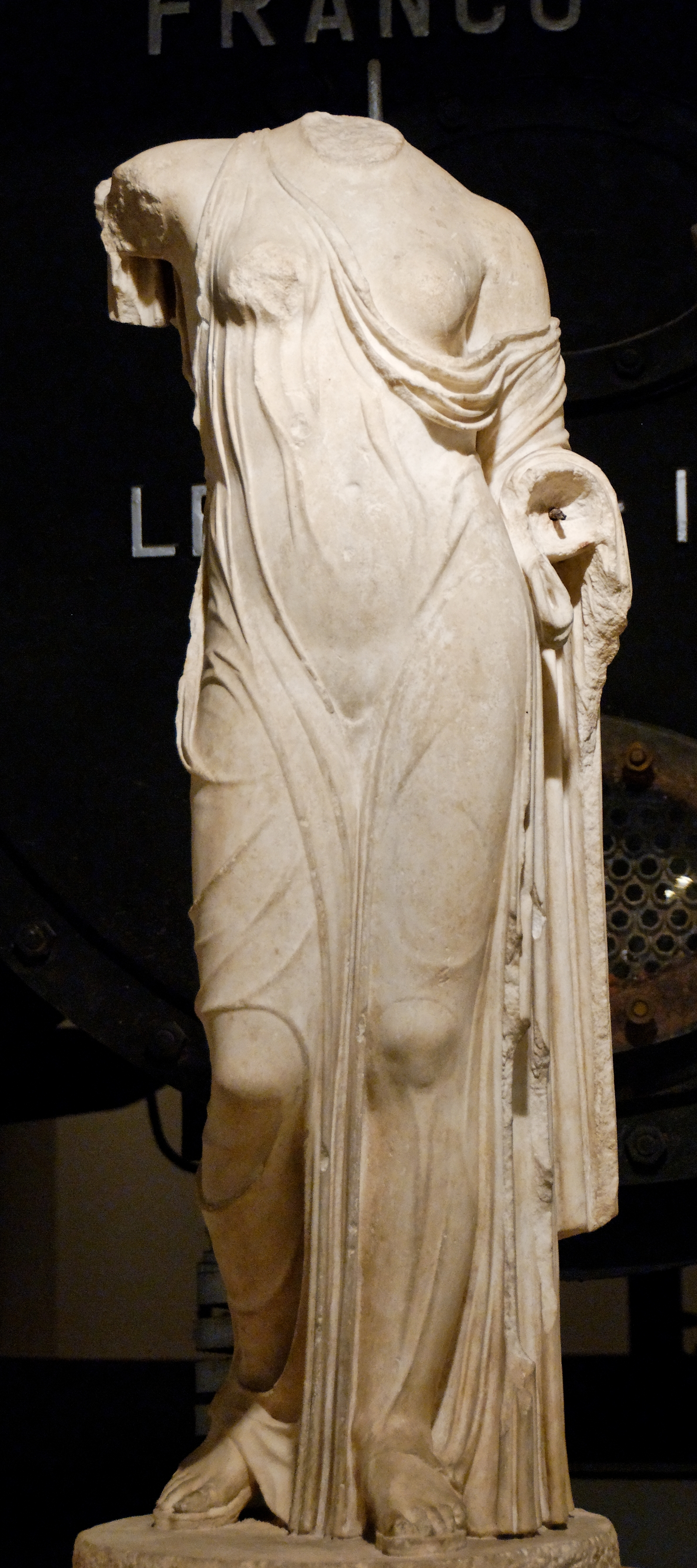
Венера Прародителька. Давньоримська копія з незбереженого грецького оригіналу V ст. до н. е. Капітолійські музеї

У ніч перед битвою при Фарсалі (48 р. до н. е.) Гай Юлій Цезар присягнувся звести храм, присвяченій Венері, яку він вважав своєю прародителькою. Храм був збудований на Новому Форумі, під назвою «Храм Венери-Прародительки». Сучасні дослідники припускають, що автором статуї для храму був грецький скульптор Аркесілай.
На XVIII ст. було відоме багато екземплярів античних статуй, що зображали богиню в цьому образі. Ідентифікувати їх як зображення «Венери Прародительки» вдалося італійському антикознавцю Енніо Квірано Вісконті — завдяки давньоримській монеті в один денарій, що містила на реверсі цю скульптуру, разом з написом VENERI GENETRICI («Венері Прародительці»).

## Збережені екземпляри
Екземпляри зберігаються у багатьох музеях, у тому числі в Луврі, Ермітажі, «Капітолійських музеях» (музею «Centrale Montemartini»), Музею мистецтва Метрополітен, Музею Гетті, Детройтському інституті мистецтв, Королівському музею Онтаріо.

### Загальні
- Charles Waldstein, 'Pasiteles and Arkesilaos, the Venus Genetrix and the Venus of the Esquiline', The American Journal of Archaeology and of the History of the Fine Arts, Vol. 3, No. 1/2 (Jun., 1887), pp. 1-13 [Архівовано 28 липня 2020 у Wayback Machine.]
- Cornelia G. Harcum, 'A Statue of the Type Called the Venus Genetrix in the Royal Ontario Museum', American Journal of Archaeology, Vol. 31, No. 2 (Apr. — Jun., 1927), pp. 141—152 [Архівовано 28 липня 2020 у Wayback Machine.]
- Список копій із зображеннями [Архівовано 3 березня 2016 у Wayback Machine.] (англ.)

### Афродіта з Фрежуса
- TheoiProject: Gallery [Архівовано 18 грудня 2016 у Wayback Machine.]
- TheoiProject: Gallery [Архівовано 26 серпня 2016 у Wayback Machine.]
- Venus of Fréjus (Louvre catalogue) [Архівовано 30 вересня 2007 у Wayback Machine.]
- Venus of Fréjus
- A terracotta reduction, Міріна (зберігається в Луврі) [Архівовано 30 вересня 2007 у Wayback Machine.]

### В Ермітажі
- Theoi [Архівовано 18 грудня 2016 у Wayback Machine.]